# Nico Sablik
Benjamin Nico Sablik (* 1988 in Berlin) ist ein deutscher Synchron- und Hörspielsprecher philippinischer Abstammung. Er ist vor allem als Synchronsprecher von Daniel Radcliffe, Chris Pine, Andrew Garfield, Michael B. Jordan und Daniel Kaluuya bekannt. Er spricht auch gelegentlich Domhnall Gleeson.

## Leben
Sablik stand schon mit fünf Jahren vor dem Mikrofon. Er wurde durch den Synchronregisseur Stefan Ludwig, der ihn für ein Vorsprechen eingeladen hatte, zum Synchronsprecher. 2004 war er erstmals als deutsche Synchronstimme von Daniel Radcliffe in Harry Potter und der Gefangene von Askaban zu hören, den er seitdem durchgehend spricht. Sablik ersetzte damit Radcliffes vorherigen Deutsche Synchronsprecher Tim Schwarzmaier, bei dem zu diesem Zeitpunkt, anders als bei Radcliffe, der Stimmbruch noch nicht eingesetzt hatte. Nach seinem Abitur begann er zu studieren und hauptberuflich als Synchronsprecher zu arbeiten. 2009 las er sein erstes Hörbuch, Der magische Dieb von der Autorin Sarah Prineas, für den cbj-Audio-Verlag ein. 2020 übernahm er die Rolle des Leon in Altes Blut, der ersten Staffel der Hörspiel-Podcast-Reihe Dark Audio Moments von der Axel Springer Audio GmbH.

## Synchronisation (Auswahl)
Daniel Radcliffe
- 2004: Harry Potter und der Gefangene von Askaban als Harry Potter
- 2005: Harry Potter und der Feuerkelch als Harry Potter
- 2007: December Boys als Maps
- 2007: My Boy Jack als John Kipling
- 2007: Harry Potter und der Orden des Phönix als Harry Potter
- 2009: Harry Potter und der Halbblutprinz als Harry Potter
- 2010: Extras (Fernsehserie, 1 Folge) als Daniel Radcliffe
- 2010: Harry Potter und die Heiligtümer des Todes – Teil 1 als Harry Potter
- 2011: Harry Potter und die Heiligtümer des Todes – Teil 2 als Harry Potter
- 2012: Die Frau in Schwarz als Arthur Kipps
- 2014–2015: A Young Doctor’s Notebook (Fernsehserie, 8 Folgen) als junger Doktor
- 2015: The F-Word – Von wegen nur gute Freunde! als Wallace
- 2015: Horns als Ig Perrish
- 2015: Kill Your Darlings – Junge Wilde als Allen Ginsberg
- 2015: Dating Queen als Daniel Radcliffe
- 2015: Victor Frankenstein – Genie und Wahnsinn als Igor
- 2016: Swiss Army Man als Manny
- 2016: Die Unfassbaren 2 als Walter Mabry
- 2016: Imperium als Nate Foster
- 2017: Jungle als Yossi Ghinsberg
- 2018: Der Kurier – In den Fängen des Kartells als Sean
- 2019–2023: Miracle Workers (Fernsehserie) als Craig Bog, Prinz Chauncley, Ezekiel Brown und Sid
- 2020: Guns Akimbo als Miles

Chris Pine
- 2009: Star Trek als James T. Kirk
- 2010: Unstoppable – Außer Kontrolle als Will Colson
- 2012: Zeit zu leben als Sam
- 2012: Bottle Shock als Bo Barrett
- 2013: Star Trek Into Darkness als James T. Kirk
- 2013: Good Morning, Pennsylvania als Rhett Ryan
- 2014: Into the Woods als Cinderellas Prinz
- 2014: Jack Ryan: Shadow Recruit als Jack Ryan
- 2014: Kill the Boss 2  als Rex Hanson
- 2014: Stretch als Roger Karos
- 2015: Z for Zachariah – Das letzte Kapitel der Menschheit als Caleb
- 2016: The Finest Hours als Bernie Webber
- 2016: Hell or High Water als Toby Howard
- 2016: Star Trek Beyond als James T. Kirk
- 2017: Angie Tribeca (Fernsehserie, 3 Folgen) als Dr. Thomas Hornbein
- 2017: Wonder Woman als Steve Trevor
- 2018: Outlaw King als König Robert the Bruce
- 2018: Das Zeiträtsel als Mr. Murry
- 2019: I Am the Night (Fernsehserie, 6 Folgen) als Jay Singletary
- 2020: Wonder Woman 1984 als Steve Trevor
- 2023: Dungeons & Dragons: Ehre unter Dieben als Edgin Darvis

Andrew Garfield
- 2010: The Social Network als Eduardo Saverin
- 2012: The Amazing Spider-Man als Spider-Man/Peter Parker
- 2012: Doctor Who (Fernsehserie, 2 Folgen)
- 2014: The Amazing Spider-Man 2: Rise of Electro als Spider-Man/Peter Parker
- 2016: Hacksaw Ridge – Die Entscheidung als Desmond T. Doss
- 2018: Under the Silver Lake als Sam
- 2021: Spider-Man: No Way Home als Spider-Man/Peter Parker

Michael B. Jordan
- 2012: Chronicle – Wozu bist Du fähig? als Steve Montgomery
- 2012: Red Tails als Maurice Wilson
- 2013–2014: Parenthood (Fernsehserie, 16 Folgen)
- 2013: Nächster Halt: Fruitvale Station als Oscar Grant
- 2014: Für immer Single? als Mikey
- 2015: Creed – Rocky’s Legacy als Adonis "Donnie" Johnson-Creed
- 2015: Fantastic Four als Johnny Storm / Die menschliche Fackel
- 2018: Kin als  Cleaner
- 2019: Creed II – Rocky’s Legacy als Adonis "Donnie" Creed
- 2019: Fahrenheit 451 als Guy Montag
- 2019: Raising Dion (Fernsehserie, 3 Folgen) als Mark Warren
- 2020: Just Mercy als Bryan Stevenson
- 2023: Creed III – Rocky’s Legacy als Adonis "Donnie" Creed
- 2025: Blood & Sinners als Smoke & Stack

### Filme
- 1993: Flüstern des Meeres – Ocean Waves (synchronisiert 2009) für Nobuo Tobita als Taku Morisaki[3]
- 2003: Das Geheimnis von Green Lake für Shia LaBeouf als Stanley Yelnats
- 2005: Der Babynator für Max Thieriot als Seth Plummer
- 2006: Lügen haben kurze Beine für Frankie Muniz als Jason Shepherd
- 2007: Agent Cody Banks für Frankie Muniz als Cody Banks
- 2008: Agent Cody Banks 2 für Frankie Muniz als Cody Banks
- 2008: Marcello, Marcello – Der Sommer der ersten Liebe für Francesco Mistichelli als Marcello Romei
- 2009: Walled In für Cameron Bright als Jimmy
- 2009: Carriers für Lou Taylor Pucci als Danny
- 2009: Fanboys für Chris Marquette als Linus
- 2010: Drachenzähmen leicht gemacht für T. J. Miller als Taffnuss
- 2010: Splice für Brandon McGibbon als Gavin
- 2010: Tekken für Jon Foo als Jin Kazama
- 2010: Step Up 3D für Rick Malambri als Luke Katcher
- 2010: Infestation für Chris Marquette als Cooper
- 2011: Plötzlich Star für Cory Monteith als Owen
- 2011: Die 12 Weihnachts-Dates für Joe MacLeod als Toby
- 2011: Der gestiefelte Kater für Chris Miller als Little Boy Blue
- 2012: The Expendables 2 für Liam Hemsworth als Bill ‘The Kid’ Timmons
- 2012: Die Tribute von Panem – The Hunger Games für Jack Quaid als Marvel
- 2013: Space Pirate Captain Harlock für Haruma Miura als Yama
- 2013: Battle of the Year für Anis Cheurfa als Anis
- 2014: Drachenzähmen leicht gemacht 2 für T. J. Miller als Taffnuss
- 2014: Maze Runner – Die Auserwählten im Labyrinth für Aml Ameen als Alby
- 2015: Fifty Shades of Grey für Victor Rasuk als José Rodriguez
- 2015: Die Bestimmung – Insurgent für Keiynan Lonsdale als Uriah
- 2016: Rupture – Überwinde deine Ängste für Ari Millen als Dr. Raxlen
- 2017: All Eyez on Me für Demetrius Shipp Jr. als Tupac Shakur
- 2017: Sword Art Online – The Movie: Ordinal Scale für Yoshio Inoue als Eiji Nochizawa
- 2017: Fifty Shades of Grey – Gefährliche Liebe für Victor Rasuk als José Rodriguez
- 2017: Get Out für Daniel Kaluuya als Chris Washington
- 2017: Schneemann für Jakob Oftebro als DC Magnus Skarre
- 2017: Mord im Orient Express für Leslie Odom Jr. als Dr. Arbuthnot
- 2019: Drachenzähmen leicht gemacht 3: Die geheime Welt für Justin Rupple als Taffnuss
- 2019: Shazam! für Ross Butler als Eugene Shazam
- 2019: Yesterday für Ed Sheeran als Ed Sheeran
- 2020: Der Unsichtbare für Oliver Jackson-Cohen als Adrian Griffin
- 2021: Saw: Spiral für Max Minghella als Detective William Schenk

### Serien
- 2002: Gundam Seed für Akira Ishida als Athrun Zala
- 2006: Super Kickers 2006 – Captain Tsubasa für Tomokazu Seki als Tsubasa Ohzora
- 2006/2007: Kyle XY für Cory Monteith als Charlie
- 2008: Ouran High School Host Club für Ken’ichi Suzumura als Hikaru Hitachiin
- 2009: Death Note für Nozomu Sasaki als Mello
- 2009: One Punch Man für Kaito Ishikawa als Genos
- 2009: Skins – Hautnah für Nicholas Hoult als Tony Stonem
- 2009/2010: Code Geass: Lelouch of the Rebellion für Jun Fukuyama als Lelouch vi Britannia
- 2009/2010: Brothers & Sisters für Luke Grimes als Ryan Lafferty
- 2009–2011: Stargate Universe für David Blue als Eli Wallace
- 2010: One Tree Hill für Stephen Colletti als Chase
- 2010: Grey’s Anatomy für Jake McLaughlin als Aaron Karev
- 2010: The Hard Times of RJ Berger für Jareb Dauplaise als Miles
- 2010: Naruto Shippuden als Sora
- 2010: Desperate Housewives für Josh Zuckerman als Eddie Orlofsky
- 2010: SpongeBob Schwammkopf als Triton in dem Special Der 5000. Geburtstag
- 2010–2013: Glee für Cory Monteith als Finn Hudson
- 2010–2015: Big Time Rush für Carlos Pena Jr. als Carlos Garcia
- 2010–2017: Pretty Little Liars für Drew Van Acker als Jason DiLaurentis
- 2010–2013: Transformers: Prime für Josh Keaton als Jack Darby
- 2011–2015: Rookie Blue für Travis Milne als Chris Diaz
- 2011–2021: Shameless für Noel Fisher als Mickey Milkovich
- 2012: Merlin – Die neuen Abenteuer für Alexander Vlahos als Mordred
- 2012–2014: Yu-Gi-Oh! ZEXAL für Kōki Uchiyama als Kite Tenjo
- 2012–2016: Violetta für Samuel Nascimento als Broduey
- 2012: Terra Nova für Eka Darville als Max
- 2012–2019: My Little Pony – Freundschaft ist Magie für Andrew Francis als Shining Armor
- 2012–2017: Teenage Mutant Ninja Turtles für Sean Astin als Raphael
- 2012–2018: DreamWorks Dragons für T. J. Miller als Taffnuss Thorston und Graffnuss Thorston
- 2013–2017: Reign für Torrance Coombs als Sebastian „Bash“ de Poitiers
- 2014: Chicago P.D. für Patrick John Flueger als Officer Adam Ruzek
- 2014–2017: Vampire Diaries für Michael Malarkey als Enzo (ab Staffel 5 Folge 9)
- 2015–2019: Mr. Robot für Martin Wallström als Tyrell Wellick
- 2015: Seraph of the End für Miyu Irino als Yūichirō Hyakuya
- 2015: iZombie für Bradley James als Lowell Tracy
- 2016: Mako – Einfach Meerjungfrau für Taylor Glockner als Chris
- 2017–2022: Riverdale für Ross Butler (Staffel 1), Charles Melton (ab Staffel 2) als Reginald „Reggie“ Mantle
- 2017–2025: The Handmaid’s Tale – Der Report der Magd für Max Minghella als Nick Blaine
- 2017–2020: Marvel’s Agents of S.H.I.E.L.D. für Jeff Ward als Deke Shaw
- 2018: Tokyo Ghoul:re für Kentarou Itou als Kazuichi Banjou
- seit 2018: Grey’s Anatomy für Jake Borelli als Dr. Levi Schmitt
- 2018–2021: Seattle Firefighters – Die jungen Helden (Station 19) für Jake Borelli als Dr. Levi Schmitt
- 2018–2020: Find me in Paris für Seán Óg Cairns als Frank
- seit 2018: Tensei Shitara Slime Datta Ken für Kensho Ono als Venom
- 2019–2024: The Umbrella Academy für Tom Hopper als Luther / Nummer Eins
- 2019–2023: Kimetsu no Yaiba für Takahiro Sakurai als Giyuu
- 2019–2024: Magnum P.I. für Stephen Hill als Theodore „TC“ Calvin
- 2019: Sword Art Online: Alicization (Staffel 4) als Lilpilin
- 2019: Fire Force für Taku Yashiro als Vulcan Joseph
- 2021: Vinland Saga für Yuuto Uemura als Thorfinn
- seit 2022: Star Trek: Strange New Worlds für Paul Wesley als James T. Kirk

### Videospiele
- 2002: Kingdom Hearts als Tidus
- 2006: Kingdom Hearts II als Roxas
- 2010: Drakensang: Am Fluss der Zeit als Parzalon von Streitzig[4]
- 2011: Assassin’s Creed: Revelations als Prinz Süleyman
- 2014: Watch Dogs als Tyrone „Bedbug“ Hayes
- 2015: Until Dawn für Rami Malek als Joshua „Josh“ Washington
- 2018: Detroit: Become Human für Bryan Dechart als „Connor“
- 2020: Cyberpunk 2077 als BRENDAN

## Hörbücher & Hörspiele (Auswahl)
- 2009: Sarah Prineas: Auf der Jagd nach dem Stein der Macht, CBJ Audio/Audible (Hörbuch)
- 2013: Gabriele Bingenheimer: Der ultimative Spiderman 1, (Hörspiel, Audible) sowie Fernsehserie Der ultimative Spider-Man
- 2014: Georg K. Berres: Alarm im Uhrenland, Ohrka.de (kostenloser Hörbuch-Download)
- 2016: Brüder Grimm: Dornröschen, Ohrka.de (kostenloser Hörbuch-Download)
- 2016: Brüder Grimm und Hans Christian Andersen: 10 Märchen live – eine Schulstunde lang (mit Der süße Brei, Die Sterntaler, Hans im Glück, Die Prinzessin auf der Erbse und sechs weiteren), Ohrka.de (kostenloser Hörbuch-Download)
- 2021: Ivar Leon Menger: Ghostbox. Die Gespeicherten, Audible-Hörspiel